# 科索沃—尼日利亚关系
科索沃—尼日利亚关系自科索沃宣布独立以来，一直处于不确定和争议之中。尽管科索沃方面多次声称已获得尼日利亚的承认，但尼日利亚政府始终坚持不予承认这一立场，其决策深受自身历史经验影响，特别是1967年至1970年间为维护国家统一而爆发的内战。

## 历史
尼日利亚总统奥马鲁·亚拉杜瓦在2009年7月表示，该国不会承认科索沃为一个独立国家。他指出这一决定是基于尼日利亚1967年至1970年内战的历史经验，该战争旨在维护国家的领土完整与主权。他还声明：“自内战结束以来，尼日利亚持续推行国家建设的政策与战略，致力于打造一个多元而包容的国家。”2009年11月，时任尼日利亚外交部长、曾是比夫拉独立倡导者的奥乔·马杜埃奎强调，尼日利亚永远不会承认科索沃的独立。
2011年8月，科索沃第一副总理贝赫杰特·帕乔利表示，他已获得尼日利亚高级国家领导人对承认科索沃的支持和保证，并称此事将在短期内得到认真处理。
2011年，有报道称尼日利亚已承认科索沃。2011年9月22日，尼日利亚外交部发言人达米安·阿古发表声明称，联邦政府已决定“在普里什蒂纳开设贸易办事处”。然而外交部在次日又推翻了这一决定，称不会开设贸易办事处。
2012年9月《Gazeta Express》报道称，尼日利亚外交部长奥卢本加·阿希鲁否认曾承认科索沃的独立。科索沃第一副总理帕乔利则重申承认已经发生，并声称阿希鲁从未与《Gazeta Express》通讯社交谈过。
2013年1月，科索沃前外交部长斯肯德·海塞尼表示，尼日利亚和乌干达的承认“不仅遭到相关国家否认，也未被美国国务院承认”。而时任外交部长恩维尔·霍查伊则表示，他确信这些承认是有效的。2014年3月，尼日利亚外交部长再次确认尼日利亚未承认科索沃。